# Чортківський повіт (Австро-Угорщина)
Чортківський повіт — адміністративна одиниця коронного краю Королівство Галичини та Володимирії у складі Австро-Угорщини (до 1867 року назва держави — Австрійська імперія). Повіт входив до коронного краю у період з 1854 до 1 листопада 1918 року, надалі ввійшов до складу ЗУНР.

## 1854—1867
1854 року була проведена адміністративна реформа, згідно з якою у складі Королівства Галичини та Володимирії були утворені повіти.
Статистика:
Площа — 7,79 географічних миль² (~429 км²)
Населення — 32878 (1866 р.)
Кількість будинків — 4491 (1866 р.)
Староста (Bezirk Vorsteher): Петер Візнер (Peter Wiesner) (1866)
Громади (ґміни): Чортків (місто) зі Слобідкою, Антонів, Біла, Білобожниця, Хом'яківка, Черкавщина, Старий Чортків, Давидківці, Долина, Ягільниця (місто), Стара Ягільниця, Колендяни, Калиновщина, Мухавка, Нагірянка, Росохач, Швайківці, Шманьківчики, Струсівка, Салівка, Семиківці, Сосулівка, Слобідка, Свидова, Шманьківці, Шульганівка/Шувганівка, Угринь, Улашківці (місто), Вигнанка, Заблотівка.

## 1867—1918
У 1867 році були скасовані округи («крайси»), а повіти реорганізовані: частина зникла, а частина збільшилася за рахунок інших. Чортківський повіт залишився і після реформи.
До його складу увійшла територія Чортківського повіту разом з Буданівським повітом, частиною Язловецького повіту (ґміни Базар, Бровари, Цвітова, Дуліби, Джурин, Язлівець, Кошилівці, Новосілка, Палашівка, Полівці, Передмістя, Слобідка Джуринська, Криволука, Жнибороди) та село Залісся з Гусятинського повіту.
Староста: Філіп Залеський (Philipp Zaleski) (1867)